# 이지우 (야구 선수)
이지우(李知佑, 1994년 5월 22일 ~ )는 전 KBO 리그 NC 다이노스의 내야수이다.

## 아마추어 시절
경북고등학교 시절 투수에서 타자로 전향해 1학년 때부터 주전 좌익수로 활약하며 좋은 타격을 보여줬다. 고교 통산 58경기에 출전해 타율 0.357, 출루율 0.441, 장타율 0.464, 74안타, 1홈런, 48타점, 25볼넷, 21삼진을 기록했다. 2014년 한국프로야구 신인 드래프트에서 NC 다이노스에 2차 3라운드 26순위로 지명됐다.

## NC 다이노스시절
2014년에 입단하였다.그뒤로 성적부진으로 인해 2017년 방출되었다.

## 출신 학교
- 대구율하초등학교
- 경복중학교
- 경북고등학교